# Mammillaria prolifera
Mammillaria prolifera är en kaktusväxtart som först beskrevs av Philip Miller, och fick sitt nu gällande namn av Adrian Hardy Haworth. Mammillaria prolifera ingår i släktet Mammillaria och familjen kaktusväxter.

## Underarter
Arten delas in i följande underarter:
- M. p. arachnoidea
- M. p. prolifera
- M. p. texana

## Bilder

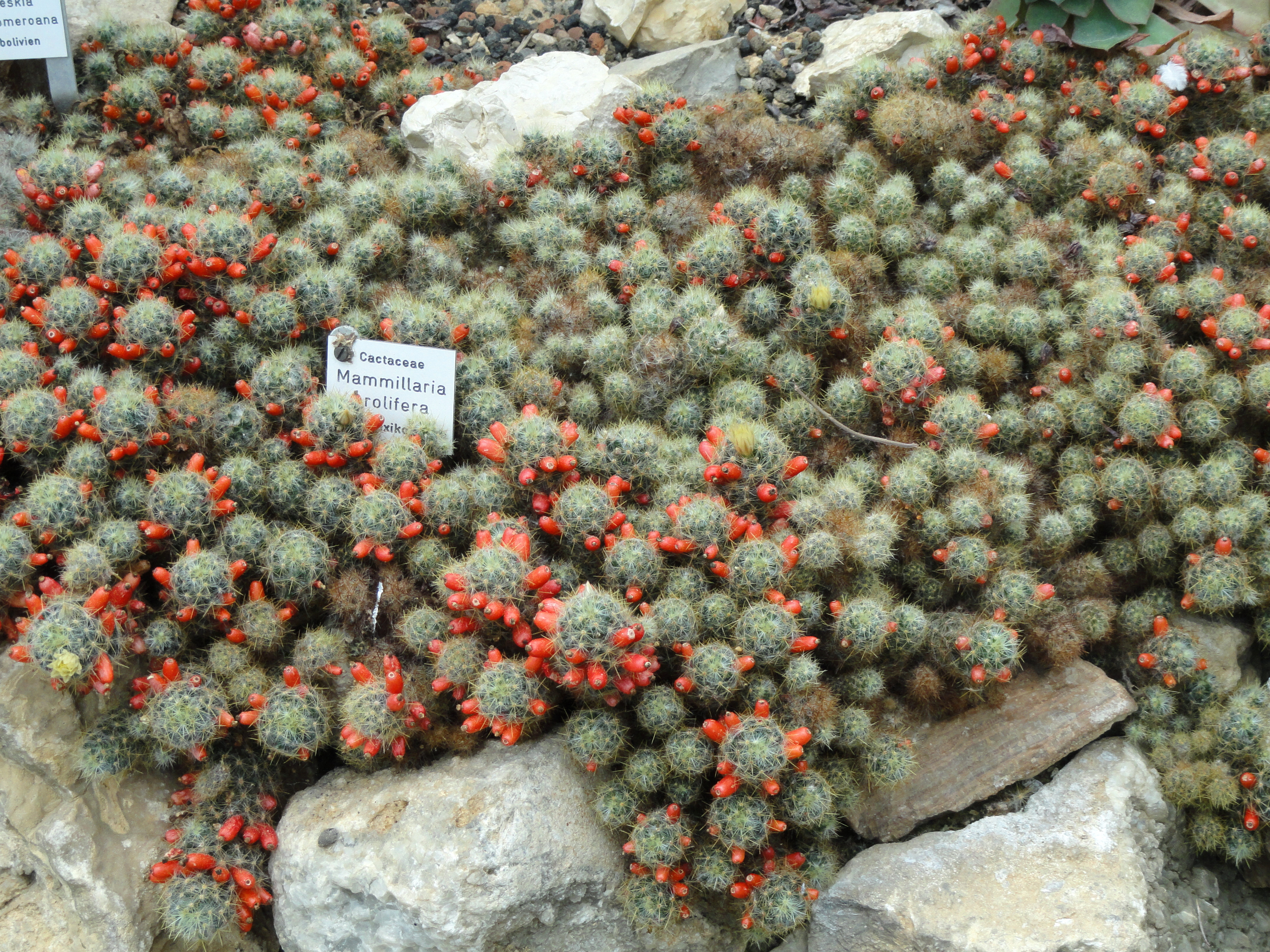
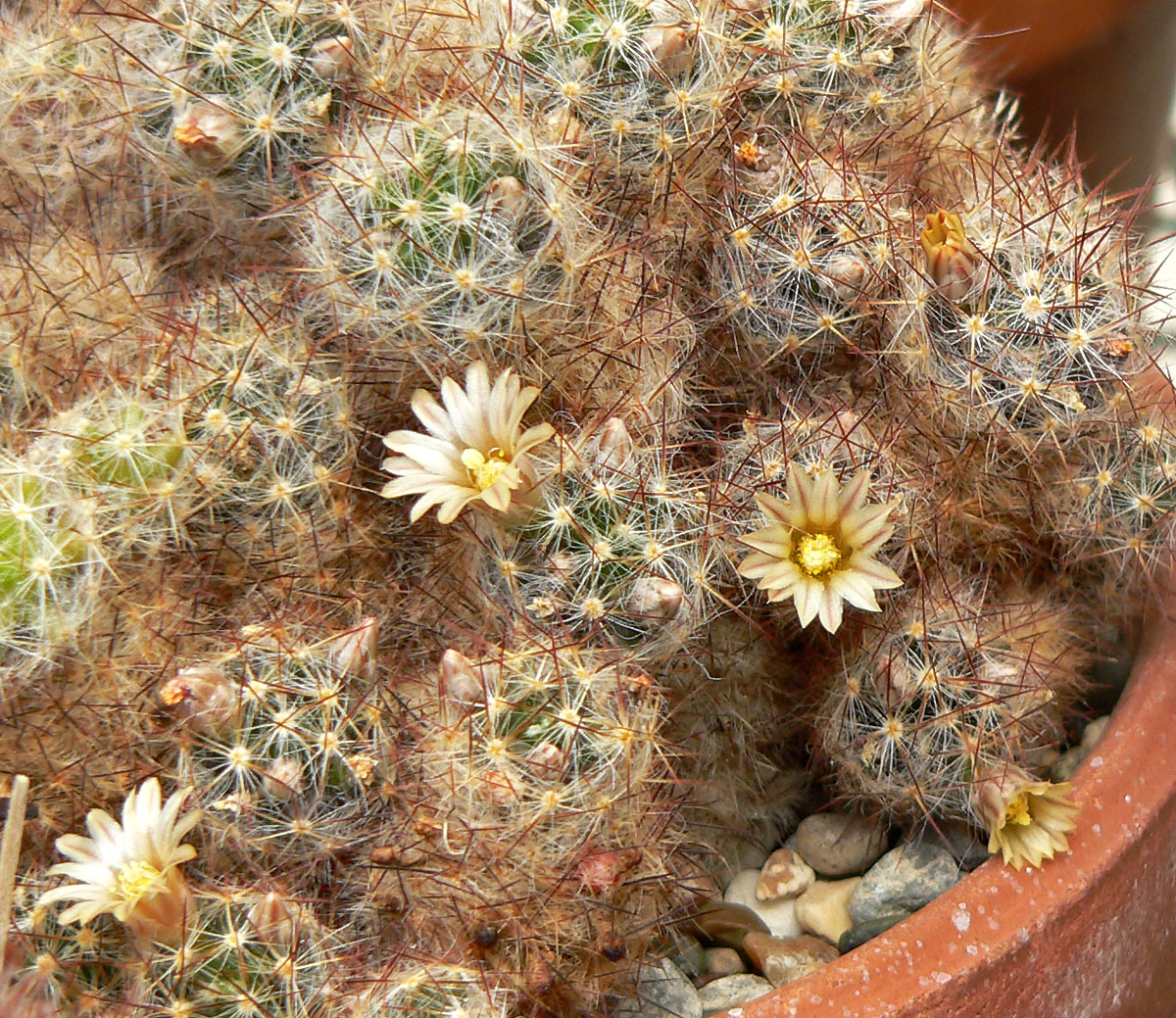
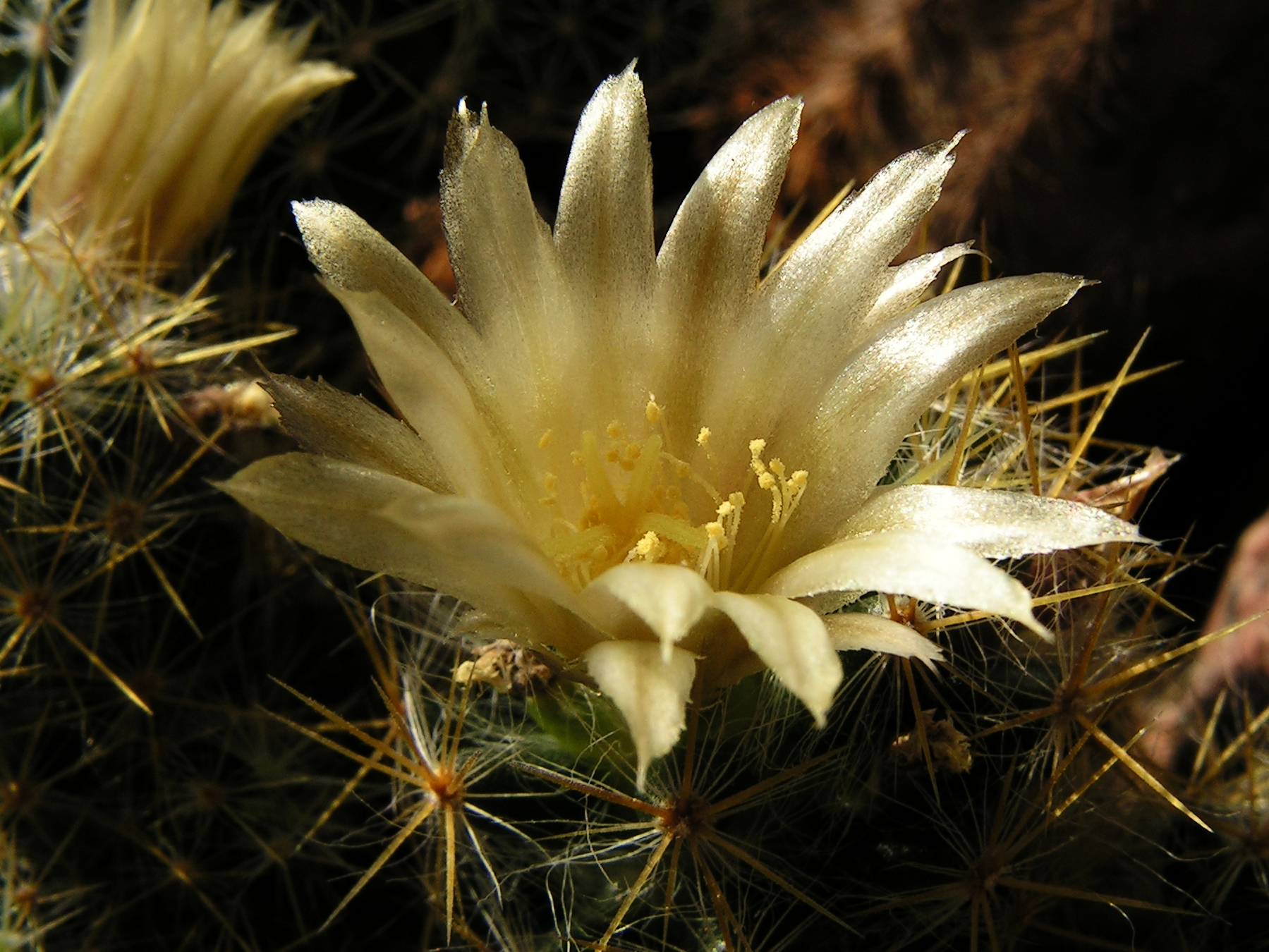
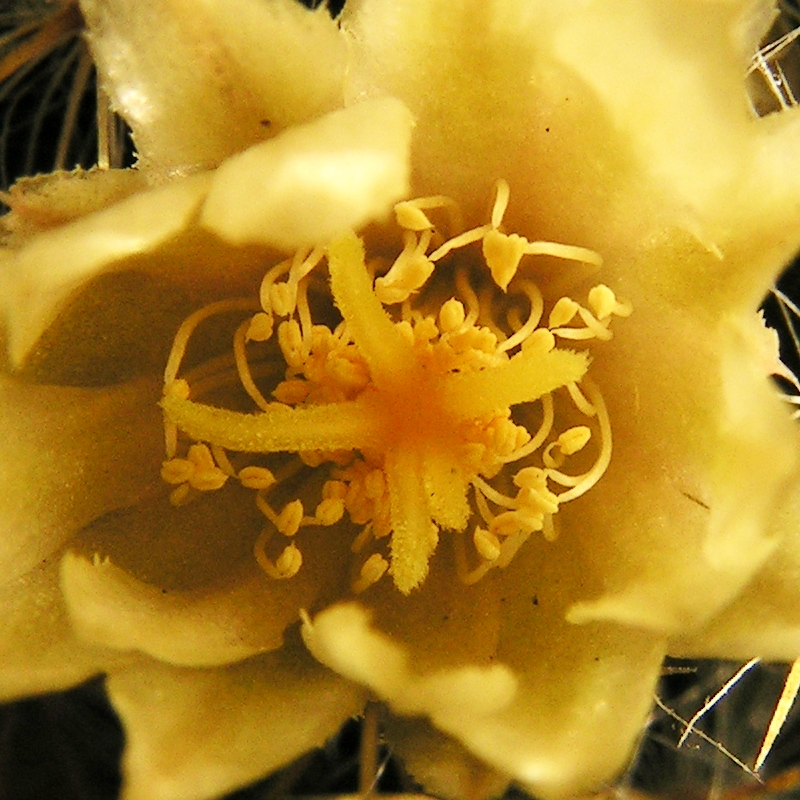
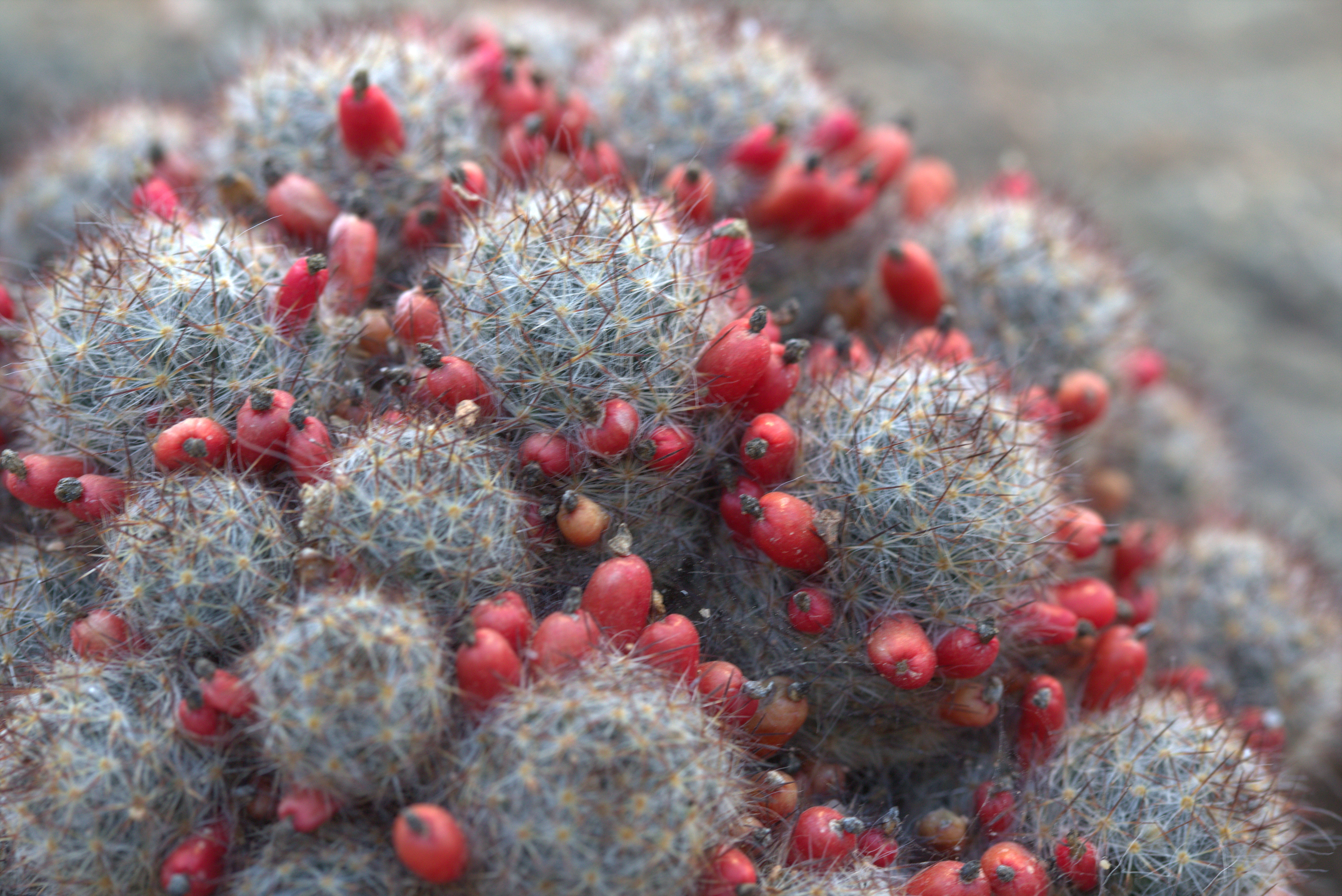
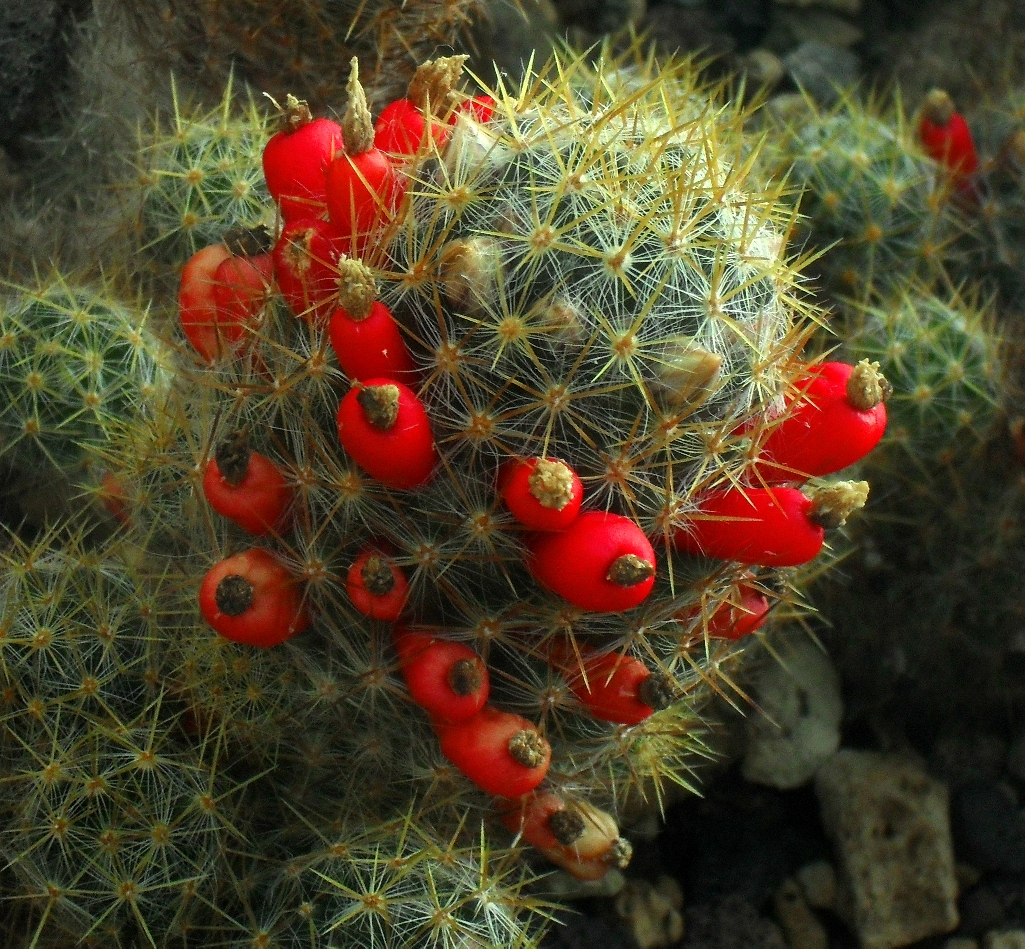
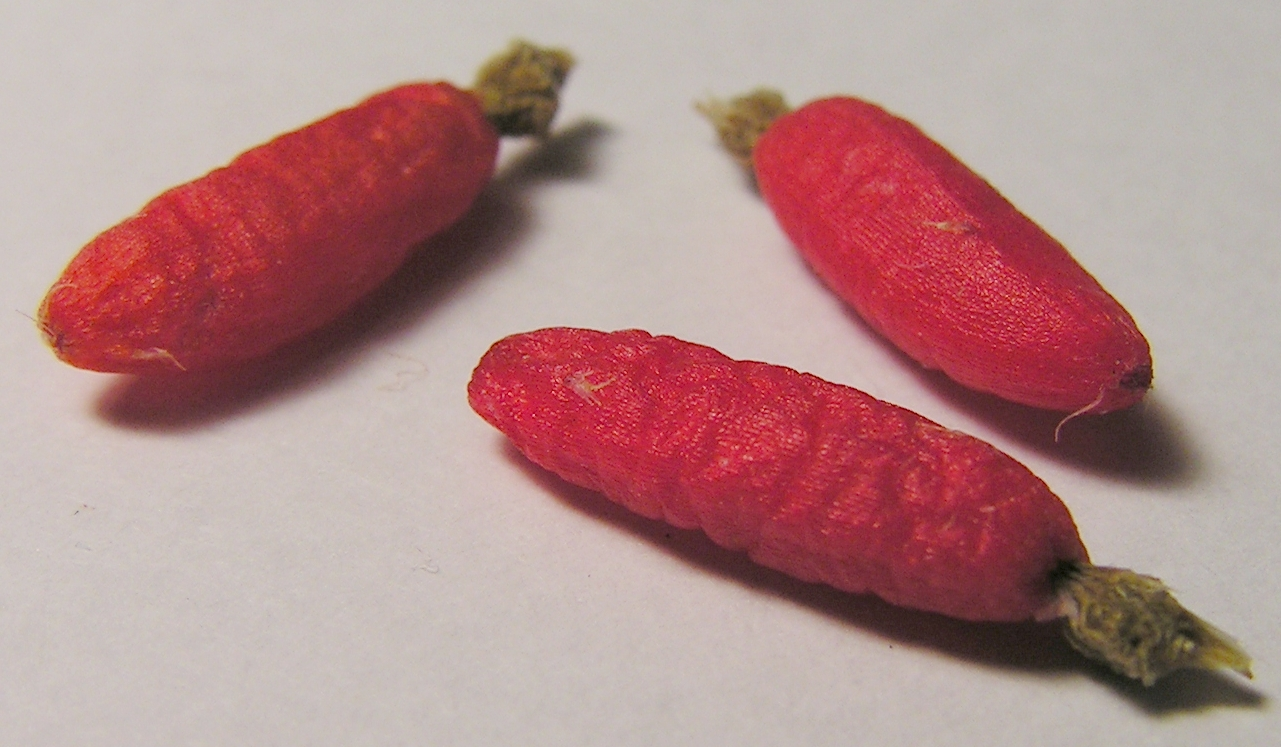
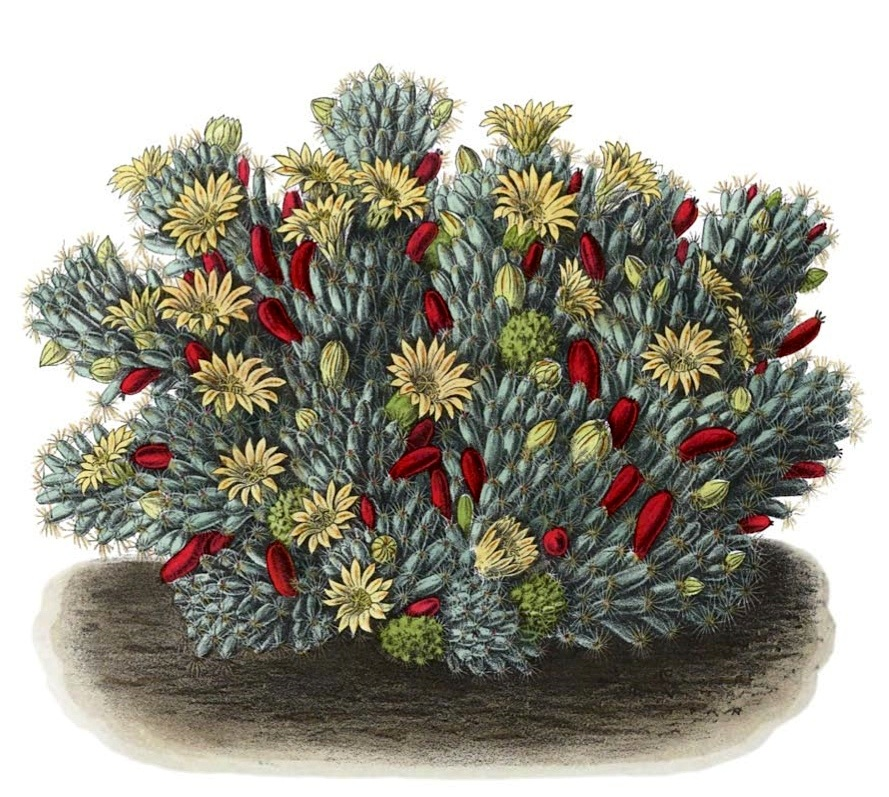